# Özkan Karslı
Özkan Karslı (* 1. Mai 1978 in Adana) ist ein ehemaliger türkischer Fußballtorhüter. Aufgrund seiner Tätigkeit bei MKE Ankaragücü und wird er mit diesem Verein assoziiert.

## Spielerkarriere

### Verein
Karslı begann seine Profifußballspielerkarriere 1997 beim Erstligisten MKE Ankaragücü. Hier absolvierte er in den Spielzeiten 1998/99 und 1999/2000 jeweils neun Spiele. Die nachfolgenden Jahre bei Ankaragücü wurde er an Göztepe Izmir und Yıldırım Bosnaspor ausgeliehen.
Zum Sommer 2003 verließ er dann de Hauptstädter von Ankaragücü und wechselte zu Mersin İdman Yurdu. Bereits nach einer Saison verließ er diesen Verein Richtung Yıldırım Bosnaspor. Für diesen Verein spielte er eineinhalb Spielzeiten. Anschließend spielte er für Zeytinburnuspor. Im Sommer 2007 heuerte er beim Viertligisten Akhisar Belediyespor. Hier löste er im November 2007 seinen Vertrag auf und beendete anschließend seine Karriere.